# Eumedonia glaciata
Eumedonia glaciata är en fjärilsart som beskrevs av Ruggero Verity 1921. Eumedonia glaciata ingår i släktet Eumedonia och familjen juvelvingar. Inga underarter finns listade i Catalogue of Life.